# Powiat Česká Lípa

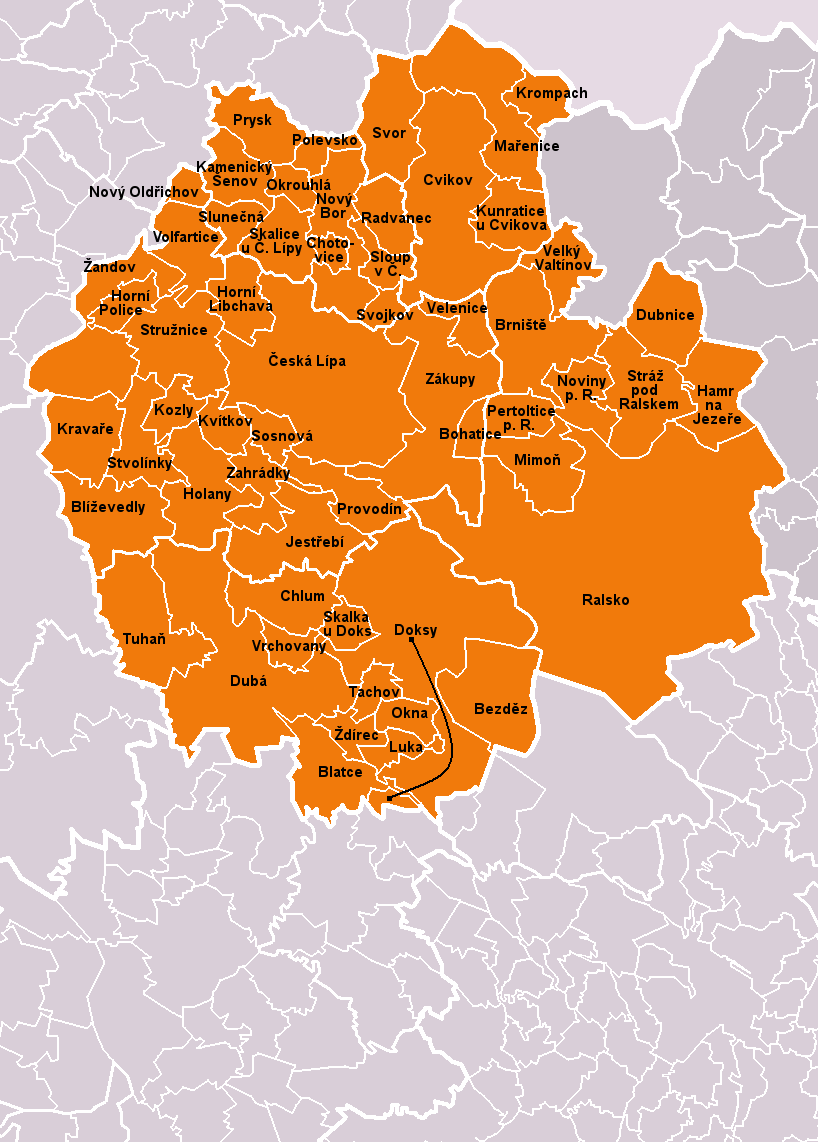
Powiat Česká Lípa

Powiat Česká Lípa (czes. Okres Česká Lípa) – powiat w Czechach, w kraju libereckim. Jego siedziba znajduje się w mieście Česká Lípa. Powierzchnia powiatu wynosi 1 072,91 km², zamieszkuje go 105 663 osób (gęstość zaludnienia wynosi 98,48 mieszkańców na 1 km²). Powiat ten liczy 57 miejscowości, w tym 11 miast.
Od 1 stycznia 2003 powiaty nie są już jednostką podziału administracyjnego Czech. Podział na powiaty zachowały jednak sądy, policja i niektóre inne urzędy państwowe. Został on również zachowany dla celów statystycznych.

## Miasta powiatu
Cvikov, Česká Lípa, Doksy, Dubá, Kamenický Šenov, Mimoň, Nový Bor, Ralsko, Stráž pod Ralskem, Zákupy, Žandov

## Struktura powierzchni
Według danych z 31 grudnia 2003 powiat miał obszar 1 137,05 km², w tym:
- użytki rolne - 40,37%, w tym 57,46% gruntów ornych
- inne - 59,63%, w tym 77,81% lasów
- liczba gospodarstw rolnych: 400

## Demografia
Dane z 31 grudnia 2003:
| Opis        | Ogółem  | Kobiety       | Mężczyźni     |
| ----------- | ------- | ------------- | ------------- |
| populacja   | 106 101 | 53 974 50,87% | 52 127 49,13% |
| średni wiek | 36,5    | 38,49         | 35,93         |

- gęstość zaludnienia: 93,32 mieszk./km²
- 80,46% ludności powiatu mieszka w miastach.

## Zatrudnienie
| Mieszkańcy ze stałym zatrudnieniem | 25 798       |
| Średnia pensja miesięczna          | 15 730 koron |
| Bezrobotni                         | 5 819        |
| Stopa bezrobocia                   | 10%          |

## Szkolnictwo
W powiecie Česká Lípa działają:
| Rodzaj szkoły                   | Liczba szkół |
| ------------------------------- | ------------ |
| Przedszkola                     | 59           |
| Szkoły podstawowe               | 43           |
| Gimnazja                        | 2            |
| Szkoły średnie techniczne       | 8            |
| Szkoły średnie ogólnokształcące | 5            |
| Szkoły wyższe                   | 1            |

## Służba zdrowia
| Lekarze                               | 302 |
| Szpitale                              | 3   |
| Specjalistyczne ośrodki terapeutyczne | 4   |
| Gabinety dentystyczne                 | 52  |
| Apteki                                | 26  |